# Pocoboch
Pocoboch es una localidad del municipio de Calotmul en el estado de Yucatán, México.

## Toponimia
El nombre (Pocoboch) proviene del idioma maya.

## Hechos históricos
- En 1910 cambia su nombre de Pocboch a Pocoboch.

## Demografía
Según el censo de 2005 realizado por el INEGI, la población de la localidad era de 774 habitantes, de los cuales 404 eran hombres y 370 eran mujeres.
| 123                         | 207 | 339 | 297 | 348 | 375 | 507 | 645 | 579 | 767 | 762 | 759 | 774 |
| (Fuente: INEGI [Consultar]) |     |     |     |     |     |     |     |     |     |     |     |     |